# Mount Cleary
Mount Cleary ist ein über 1400 m hoher Berg im ostantarktischen Viktorialand. Am nördlichen Ausläufer des Endeavour-Massivs in der Kirkwood Range überragt er das Pa Tio Tio Gap südlich.
Das New Zealand Antarctic Place-Names Committee benannte ihn am 4. November 1999 nach Peter Cleary, der im Rahmen des New Zealand Antarctic Research Programme zwischen 1978 und 1984 in unterschiedlicher Funktion in Antarktika tätig war.